# Gyima Bilan
Gyima Bilan (cirill betűkkel: oroszul Дима Билан; Uszty-Dzseguta, 1981. december 24.), születési nevén Viktor Nyikolajevics Belan (Виктор Николаевич Белан) orosz énekes. 2008-ban megnyerte az Eurovíziós Dalfesztivált.

## Eurovíziós Dalfesztivál
Gyima Bilant az orosz köztelevízió kérte fel az eurovíziós szereplésre 2006-ban. A dalfesztiválon a Never Let You Go című dalt adta elő.
Először a május 18-án tartandó elődöntőben lépett fel tizenharmadikként, Lengyelország után, és Törökország előtt. Az elődöntőből 217 ponttal a harmadik helyen jutott tovább a döntőbe.
A május 20-i döntőben tizedikként adta elő dalát, Dánia után és Macedónia előtt. A szavazás során 248 pontot szerzett, ami a második helyet jelentette a huszonnégy fős mezőnyben.
Két évvel később az orosz nemzeti döntőn nyerte el a jogot a Believe című dalával, hogy Oroszországot képviselje.
A dalt először a május 20-i elődöntőben adták elő, fellépési sorrendben tizennyolcadikként, Románia után és Görögország előtt. Az elődöntőben 135 ponttal a harmadik helyen végzett, így továbbjutott a döntőbe.
A május 24-i döntőben fellépési sorrendben huszonnegyedikként adták elő, Szerbia után és Norvégia előtt. A szavazás során 272 pontot szerzett, ami az első helyet jelentette a huszonöt fős mezőnyben.
2011-ben Oroszország pontbejelentője volt.

## Diszkográfia

### Albumok
- 2003 - Ja nocsnoj huligan (Я ночной хулиган)
- 2004 - Na beregu nyeba (На берегу неба)
- 2006 - Vremja-reka (Время-река)
- 2008 - Protyiv Pravil (Против Правил)

### Kislemezek
- 2003 - Ja nocsnoj huligan (Я ночной хулиган)
- 2005 - Ti dolzsna rjadom bity (Ты должна рядом быть)
- 2005 - Kak hotyel ja (Как хотел я)
- 2005 - Ja tyebja pomnyu (Я тебя помню)
- 2006 - Eto bila ljubov (Это была любовь)
- 2006 - Never Let You Go
- 2006 - Nyevozmozsnoje vozmozsno (Невозможное возможно)
- 2007 - Vremja reka (Время река)
- 2007 - Number One Fan
- 2007 - Gore - zima (Горе-зима)
- 2008 - Believe
- 2008 - Number One Fan